# 4-та паралель північної широти
4-та паралель північної широти — лінія широти, що лежить на 4 градуси північніше земної екваторіальної площини. Вона проходить через Атлантичний океан, Африку, Індійський океан, Південно-Східну Азію, Тихий океан та Південну Америку.

## Список географічних об'єктів, що перетинає 4° пн. ш.
Починаючи з Гринвіцького меридіану та рухаючись на схід, 4-та паралель північної широти проходить через:
| Координати                                                 | Країна, територія або море       | Примітки |
| ---------------------------------------------------------- | -------------------------------- | --- |
| 4°0′ пн. ш. 0°0′ сх. д. / 4.000° пн. ш. 0.000° сх. д.      | Гвінейська затока                | Гвінейська затока — проходить північніше острова Біоко, Екваторіальна Гвінея |
| 4°0′ пн. ш. 9°13′ сх. д. / 4.000° пн. ш. 9.217° сх. д.     | Камерун                          | Проходить південніше Дуали |
| 4°0′ пн. ш. 15°3′ сх. д. / 4.000° пн. ш. 15.050° сх. д.    | Центральноафриканська Республіка | |
| 4°0′ пн. ш. 18°39′ сх. д. / 4.000° пн. ш. 18.650° сх. д.   | ДР Конго                         | |
| 4°0′ пн. ш. 30°12′ сх. д. / 4.000° пн. ш. 30.200° сх. д.   | Південний Судан                  | |
| 4°0′ пн. ш. 33°46′ сх. д. / 4.000° пн. ш. 33.767° сх. д.   | Уганда                           | |
| 4°0′ пн. ш. 34°4′ сх. д. / 4.000° пн. ш. 34.067° сх. д.    | Кенія                            | Проходить через озеро Туркана |
| 4°0′ пн. ш. 37°35′ сх. д. / 4.000° пн. ш. 37.583° сх. д.   | Ефіопія                          | |
| 4°0′ пн. ш. 40°7′ сх. д. / 4.000° пн. ш. 40.117° сх. д.    | Кенія                            | |
| 4°0′ пн. ш. 41°6′ сх. д. / 4.000° пн. ш. 41.100° сх. д.    | Ефіопія                          | |
| 4°0′ пн. ш. 41°55′ сх. д. / 4.000° пн. ш. 41.917° сх. д.   | Сомалі                           | |
| 4°0′ пн. ш. 47°32′ сх. д. / 4.000° пн. ш. 47.533° сх. д.   | Індійський океан                 | |
| 4°0′ пн. ш. 72°41′ сх. д. / 4.000° пн. ш. 72.683° сх. д.   | Мальдіви                         | Проходить через атол Арі[en] |
| 4°0′ пн. ш. 72°56′ сх. д. / 4.000° пн. ш. 72.933° сх. д.   | Індійський океан                 | |
| 4°0′ пн. ш. 73°21′ сх. д. / 4.000° пн. ш. 73.350° сх. д.   | Мальдіви                         | Проходить через атол Мале[en] |
| 4°0′ пн. ш. 73°30′ сх. д. / 4.000° пн. ш. 73.500° сх. д.   | Індійський океан                 | |
| 4°0′ пн. ш. 96°17′ сх. д. / 4.000° пн. ш. 96.283° сх. д.   | Індонезія                        | Проходить через острів Суматра |
| 4°0′ пн. ш. 98°32′ сх. д. / 4.000° пн. ш. 98.533° сх. д.   | Малаккська протока               | |
| 4°0′ пн. ш. 100°43′ сх. д. / 4.000° пн. ш. 100.717° сх. д. | Малайзія                         | Перак, Паханг, Теренггану та Паханг у півострівній Малайзії |
| 4°0′ пн. ш. 103°25′ сх. д. / 4.000° пн. ш. 103.417° сх. д. | Південнокитайське море           | |
| 4°0′ пн. ш. 107°59′ сх. д. / 4.000° пн. ш. 107.983° сх. д. | Індонезія                        | Проходить через острів Натуна-Бесар[en] |
| 4°0′ пн. ш. 108°21′ сх. д. / 4.000° пн. ш. 108.350° сх. д. | Південнокитайське море           | |
| 4°0′ пн. ш. 113°43′ сх. д. / 4.000° пн. ш. 113.717° сх. д. | Малайзія                         | Проходить через острів Калімантан Саравак |
| 4°0′ пн. ш. 115°39′ сх. д. / 4.000° пн. ш. 115.650° сх. д. | Індонезія                        | Проходить через острови Калімантан і Нунукан[en] Північний Калімантан |
| 4°0′ пн. ш. 117°43′ сх. д. / 4.000° пн. ш. 117.717° сх. д. | Море Сулавесі                    | |
| 4°0′ пн. ш. 126°37′ сх. д. / 4.000° пн. ш. 126.617° сх. д. | Індонезія                        | Проходить через острови Талауд[en] |
| 4°0′ пн. ш. 126°47′ сх. д. / 4.000° пн. ш. 126.783° сх. д. | Тихий океан                      | Проходить південніше острова Мерір[en], Палау Проходить північніше атола Нукуоро, Федеративні Штати Мікронезії Проходить північніше атола Табуаеран, Кірибаті Проходить північніше острова Мальпело, Колумбія |
| 4°0′ пн. ш. 77°25′ зх. д. / 4.000° пн. ш. 77.417° зх. д.   | Колумбія                         | |
| 4°0′ пн. ш. 67°42′ зх. д. / 4.000° пн. ш. 67.700° зх. д.   | Венесуела                        | |
| 4°0′ пн. ш. 64°39′ зх. д. / 4.000° пн. ш. 64.650° зх. д.   | Бразилія                         | Рорайма |
| 4°0′ пн. ш. 64°4′ зх. д. / 4.000° пн. ш. 64.067° зх. д.    | Венесуела                        | |
| 4°0′ пн. ш. 62°45′ зх. д. / 4.000° пн. ш. 62.750° зх. д.   | Бразилія                         | Рорайма |
| 4°0′ пн. ш. 59°35′ зх. д. / 4.000° пн. ш. 59.583° зх. д.   | Спірна зона                      | Контролюється Гаяною, претендує Венесуела |
| 4°0′ пн. ш. 58°26′ зх. д. / 4.000° пн. ш. 58.433° зх. д.   | Гаяна                            | |
| 4°0′ пн. ш. 58°2′ зх. д. / 4.000° пн. ш. 58.033° зх. д.    | Суринам                          | |
| 4°0′ пн. ш. 54°18′ зх. д. / 4.000° пн. ш. 54.300° зх. д.   | Франція                          | Французька Гвіана |
| 4°0′ пн. ш. 51°45′ зх. д. / 4.000° пн. ш. 51.750° зх. д.   | Бразилія                         | Амапа |
| 4°0′ пн. ш. 51°10′ зх. д. / 4.000° пн. ш. 51.167° зх. д.   | Атлантичний океан                | Проходить південніше мису Пальмас[en], Ліберія |